# Gran Premio d'Ungheria 1998
Il Gran Premio d'Ungheria 1998 fu il dodicesimo appuntamento della stagione di Formula 1 1998.
Disputatosi il 16 agosto sull'Hungaroring, ha visto la vittoria di Michael Schumacher su Ferrari, seguito da David Coulthard e da Jacques Villeneuve.

## Qualifiche
In una pista dove i sorpassi sono difficilissimi, le prove acquistano un'importanza assoluta. Per l'ottava volta in stagione la prima fila è tutta McLaren-Mercedes, con Häkkinen davanti a Coulthard. 
Si tiene in scia Michael Schumacher, 3° a circa 4 decimi dalla pole; gli altri seguono a più di un secondo, con Damon Hill (sempre a suo agio su questo circuito) quarto davanti a Irvine, Villeneuve, Frentzen, Fisichella, Wurz e Ralf Schumacher.

### Classifica
| Pos                         | No | Pilota                | Costruttore           | Tempo    | Distacco |
| --------------------------- | -- | --------------------- | --------------------- | -------- | -------- |
| 1                           | 8  | Mika Häkkinen         | McLaren - Mercedes    | 1:16.973 |          |
| 2                           | 7  | David Coulthard       | McLaren - Mercedes    | 1:17.131 | +0.158   |
| 3                           | 3  | Michael Schumacher    | Ferrari               | 1:17.366 | +0.395   |
| 4                           | 9  | Damon Hill            | Jordan - Mugen-Honda  | 1:18.214 | +1.241   |
| 5                           | 4  | Eddie Irvine          | Ferrari               | 1:18.325 | +1.352   |
| 6                           | 1  | Jacques Villeneuve    | Williams - Mecachrome | 1:18.337 | +1.364   |
| 7                           | 2  | Heinz-Harald Frentzen | Williams - Mecachrome | 1:19.029 | +2.056   |
| 8                           | 5  | Giancarlo Fisichella  | Benetton - Playlife   | 1:19.050 | +2.077   |
| 9                           | 6  | Alexander Wurz        | Benetton - Playlife   | 1:19.063 | +2.090   |
| 10                          | 10 | Ralf Schumacher       | Jordan - Mugen-Honda  | 1:19.171 | +2.198   |
| 11                          | 14 | Jean Alesi            | Sauber - Petronas     | 1:19.210 | +2.247   |
| 12                          | 16 | Pedro Diniz           | Arrows                | 1:19.706 | +2.733   |
| 13                          | 17 | Mika Salo             | Arrows                | 1:19.712 | +2.739   |
| 14                          | 18 | Rubens Barrichello    | Stewart - Ford        | 1:19.876 | +2.903   |
| 15                          | 15 | Johnny Herbert        | Sauber - Petronas     | 1:19.878 | +2.905   |
| 16                          | 12 | Jarno Trulli          | Prost - Peugeot       | 1:20.042 | +3.069   |
| 17                          | 19 | Jos Verstappen        | Stewart - Ford        | 1:20.198 | +3.225   |
| 18                          | 21 | Toranosuke Takagi     | Tyrrell - Ford        | 1:20.354 | +3.381   |
| 19                          | 22 | Shinji Nakano         | Minardi - Ford        | 1:20.635 | +3.662   |
| 20                          | 11 | Olivier Panis         | Prost - Peugeot       | 1:20.663 | +3.690   |
| 21                          | 23 | Esteban Tuero         | Minardi - Ford        | 1:21.725 | +4.752   |
| Tempo limite 107%: 1:22,361 |    |                       |                       |          |          |
| NQ                          | 20 | Ricardo Rosset        | Tyrrell - Ford        | 1:23.140 | +5.167   |

## Gara
Molto reattive al via, le McLaren scattano davanti a Schumacher, con Irvine che riesce a precedere Hill; dietro di loro giungono Villeneuve, Frentzen, Wurz e Alesi. Irvine segna tempi velocissimi, ma al 13º giro un'avaria elettrica lo costringe al ritiro; poco si ferma anche Tuero, tradito dal motore. Pochi i sorpassi e il terzetto davanti allunga sugli inseguitori.
Al 21º giro Alesi finisce fuori pista, ma riesce a rientrare perdendo solo una posizione a vantaggio di Fisichella. Tre giri dopo Hill inaugura il primo giro di rifornimenti. Al 28º giro si ritira Trulli, mentre Frentzen (per via del ripresentarsi dei problemi al dado della Williams) resta ai box per ben 16". Häkkinen continua a condurre davanti al compagno Coulthard, poi a seguire Michael Schumacher, Hill, Villeneuve, Frentzen, Wurz, Fisichella, Alesi e Ralf Schumacher.
Nel corso del 43º giro la Ferrari cambia strategia passando da due soste a tre: Schumacher riparte con poco carburante e stacca il miglior parziale; quando Coulthard rientra in pista dopo la seconda sosta, la prima guida Ferrari ricuce il distacco su Häkkinen inanellando giri più veloci in serie. Al 46º giro Häkkinen rifornisce e Schumacher passa in testa.
Il tedesco continua a spingere e due giri dopo il vantaggio è già superiore ai 7"; per contro il finlandese della McLaren patisce difficoltà al cambio e viene sopravanzato da Coulthard. Al 57º giro, sempre per un guasto al cambio, si ritira Barrichello; nel frattempo Villeneuve comincia a sua volta ad avvicinarsi ad Häkkinen. Al 62º giro Schumacher si ferma per il terzo pit stop, rientrando in pista davanti a Coulthard, Häkkinen, Villeneuve, Hill, Frentzen, Wurz e Alesi.
La McLaren numero 8 continua a essere afflitta da problemi al cambio e al 67º giro Mika viene superato dal campione del mondo in carica, venendo imitati pochi giri e anche Hill e Frenzten. 
Schumacher invece conduce senza difficoltà e vince la sua quinta gara stagionale, davanti a Coulthard, Villeneuve, Hill, Frentzen, mentre Häkkinen chiude sesto.
Nella classifica mondiale il finlandese conserva un vantaggio di 7 punti su Schumacher (77 a 70); Coulthard è terzo con 48 davanti ad Irvine a 32 mentre Villeneuve con 20 lunghezze scavalca Wurz fermo a 17 punti. Nella classifica costruttori la McLaren-Mercedes guida con 125 punti, davanti alla Ferrari con 102, alla Benetton ("a secco" da tre gare) con 32 e alla Williams con 30.

### Classifica
| Pos | N  | Pilota                | Costruttore/Motore  | Giri | Tempo/Ritiro | Griglia | Punti |
| --- | -- | --------------------- | ------------------- | ---- | ------------ | ------- | ----- |
| 1   | 3  | Michael Schumacher    | Ferrari             | 77   | 1:45:26.4    | 3       | 10    |
| 2   | 7  | David Coulthard       | McLaren-Mercedes    | 77   | +9.433       | 2       | 6     |
| 3   | 1  | Jacques Villeneuve    | Williams-Mecachrome | 77   | +44.444      | 6       | 4     |
| 4   | 9  | Damon Hill            | Jordan-Mugen-Honda  | 77   | +55.076      | 4       | 3     |
| 5   | 2  | Heinz-Harald Frentzen | Williams-Mecachrome | 77   | +56.51       | 7       | 2     |
| 6   | 8  | Mika Häkkinen         | McLaren-Mercedes    | 76   | +1 giro      | 1       | 1     |
| 7   | 14 | Jean Alesi            | Sauber-Petronas     | 76   | +1 giro      | 11      |       |
| 8   | 5  | Giancarlo Fisichella  | Benetton-Playlife   | 76   | +1 giro      | 8       |       |
| 9   | 10 | Ralf Schumacher       | Jordan-Mugen-Honda  | 76   | +1 giro      | 10      |       |
| 10  | 15 | Johnny Herbert        | Sauber-Petronas     | 76   | +1 giro      | 15      |       |
| 11  | 16 | Pedro Diniz           | Arrows              | 74   | +3 giri      | 12      |       |
| 12  | 11 | Olivier Panis         | Prost-Peugeot       | 74   | +3 giri      | 20      |       |
| 13  | 19 | Jos Verstappen        | Stewart-Ford        | 74   | +3 giri      | 17      |       |
| 14  | 21 | Toranosuke Takagi     | Tyrrell-Ford        | 74   | +3 giri      | 18      |       |
| 15  | 22 | Shinji Nakano         | Minardi-Ford        | 74   | +3 giri      | 19      |       |
| Ret | 6  | Alexander Wurz        | Benetton-Playlife   | 69   | Cambio       | 9       |       |
| Ret | 18 | Rubens Barrichello    | Stewart-Ford        | 54   | Cambio       | 14      |       |
| Ret | 12 | Jarno Trulli          | Prost-Peugeot       | 28   | Motore       | 16      |       |
| Ret | 17 | Mika Salo             | Arrows              | 18   | Cambio       | 13      |       |
| Ret | 4  | Eddie Irvine          | Ferrari             | 13   | Cambio       | 5       |       |
| Ret | 23 | Esteban Tuero         | Minardi-Ford        | 13   | Motore       | 21      |       |

## Classifiche

### Piloti
| Pos. | Pilota                | Punti |
| ---- | --------------------- | ----- |
| 1    | Mika Häkkinen         | 77    |
| 2    | Michael Schumacher    | 70    |
| 3    | David Coulthard       | 48    |
| 4    | Eddie Irvine          | 32    |
| 5    | Jacques Villeneuve    | 20    |
| 6    | Alexander Wurz        | 17    |
| 7    | Giancarlo Fisichella  | 15    |
| 8    | Heinz-Harald Frentzen | 10    |
| 9    | Damon Hill            | 6     |
| 10   | Rubens Barrichello    | 4     |
| 10   | Ralf Schumacher       | 4     |
| 12   | Mika Salo             | 3     |
| 12   | Jean Alesi            | 3     |
| 14   | Johnny Herbert        | 1     |
| 14   | Pedro Diniz           | 1     |
| 14   | Jan Magnussen         | 1     |

### Costruttori
| Pos. | Team                  | Punti |
| ---- | --------------------- | ----- |
| 1    | McLaren - Mercedes    | 125   |
| 2    | Ferrari               | 102   |
| 3    | Benetton - Playlife   | 32    |
| 4    | Williams - Mecachrome | 30    |
| 5    | Jordan - Mugen-Honda  | 10    |
| 6    | Stewart - Ford        | 5     |
| 7    | Arrows                | 4     |
| 7    | Sauber - Petronas     | 4     |

## Fonti
La cronaca prende spunto dalla rivista Autosprint
Salvo indicazioni diverse le classifiche sono tratte da  Sito di The Official Formula 1, su formula1.com. URL consultato il 7 ottobre 2008.
o da   GPupdate.net , su f1.gpupdate.net. URL consultato il 13 marzo 2009.